# Канибадамский район
Канибада́мский район (тадж. Ноҳияи Конибодом) — административный район в составе Согдийской области Республики Таджикистан.
Образован 26 сентября 1926 года в составе Таджикской ССР (в 1939 году стал частью Ленинабадской области). Территория г. Канибадама составляет 828,9 км².
Районный центр — город Канибадам, расположен в 79 км восточнее города Худжанда, на Большом Ферганском канале, проходящем по южной окраине города, в 6 км от железнодорожной станции Канибадам.

## География
Канибадамский район расположен в юго-западной части Ферганской долины. На севере граничит с Аштским районом, на востоке — с Исфаринским районом, на западе — с Гафуровским районом Согдийской области Таджикистана, на севере — с Ферганской областью Узбекистана.

## Население
Население по оценке на 1 января 2015 года составляет 180 300 человек (100 % — сельское).
| Численность населения | Численность населения | Численность населения | Численность населения | Численность населения | Численность населения | Численность населения | Численность населения |
| 2003                  | 2004                  | 2005                  | 2006                  | 2007                  | 2008                  | 2009                  | 2019                  |
| --------------------- | --------------------- | --------------------- | --------------------- | --------------------- | --------------------- | --------------------- | --------------------- |
| 121 600               | ↗123 300              | ↗125 000              | ↗126 800              | ↗128 600              | ↗130 500              | ↗133 000              | ↗208 400              |
| 2020                  | 2021                  | 2022                  |                       |                       |                       |                       |                       |
| ↗211 100              | ↗218 000              | ↗219900               |                       |                       |                       |                       |                       |

## Административное деление
В состав Канибадамского района входят 1 город — Канибадам и 6 сельских общин (тадж. ҷамоат):
| Административное деление Канибадамского района |           |
| Сельская община                                | Население |
| Фирузоба                                       | 19 198    |
| им. Лохути                                     | 15 539    |
| Патар                                          | 13 956    |
| Пулотон                                        | 26 031    |
| им. Хамробоева                                 | 20 332    |
| Кухандиёр                                      | 18 750    |

Главой Канибадамского района является Председатель Хукумата, который назначается Президентом Республики Таджикистан. Главой правительства Канибадамского района является Председатель Хукумата. Законодательный орган Канибадамского района — Маджлис народных депутатов, избирается всенародно на 5 лет.

## Известные жители
- Немат Карабаев (1916—1942) — первый Герой Советского Союза в Центральной Азии, уроженец города Канибадам[9].